# NGC 6181
NGC 6181 ist eine Balken-Spiralgalaxie mit ausgedehnten Sternentstehungsgebieten vom Hubble-Typ SBc im Sternbild Herkules. Sie ist rund 112 Millionen Lichtjahre von der Milchstraße entfernt und hat einen Scheibendurchmesser von etwa 80.000 Lichtjahren.
Das Objekt wurde am 28. April 1788 von dem Astronomen William Herschel mithilfe seines 18,7 Zoll-Spiegelteleskops entdeckt und später von Johan Dreyer in seinen New General Catalogue aufgenommen.

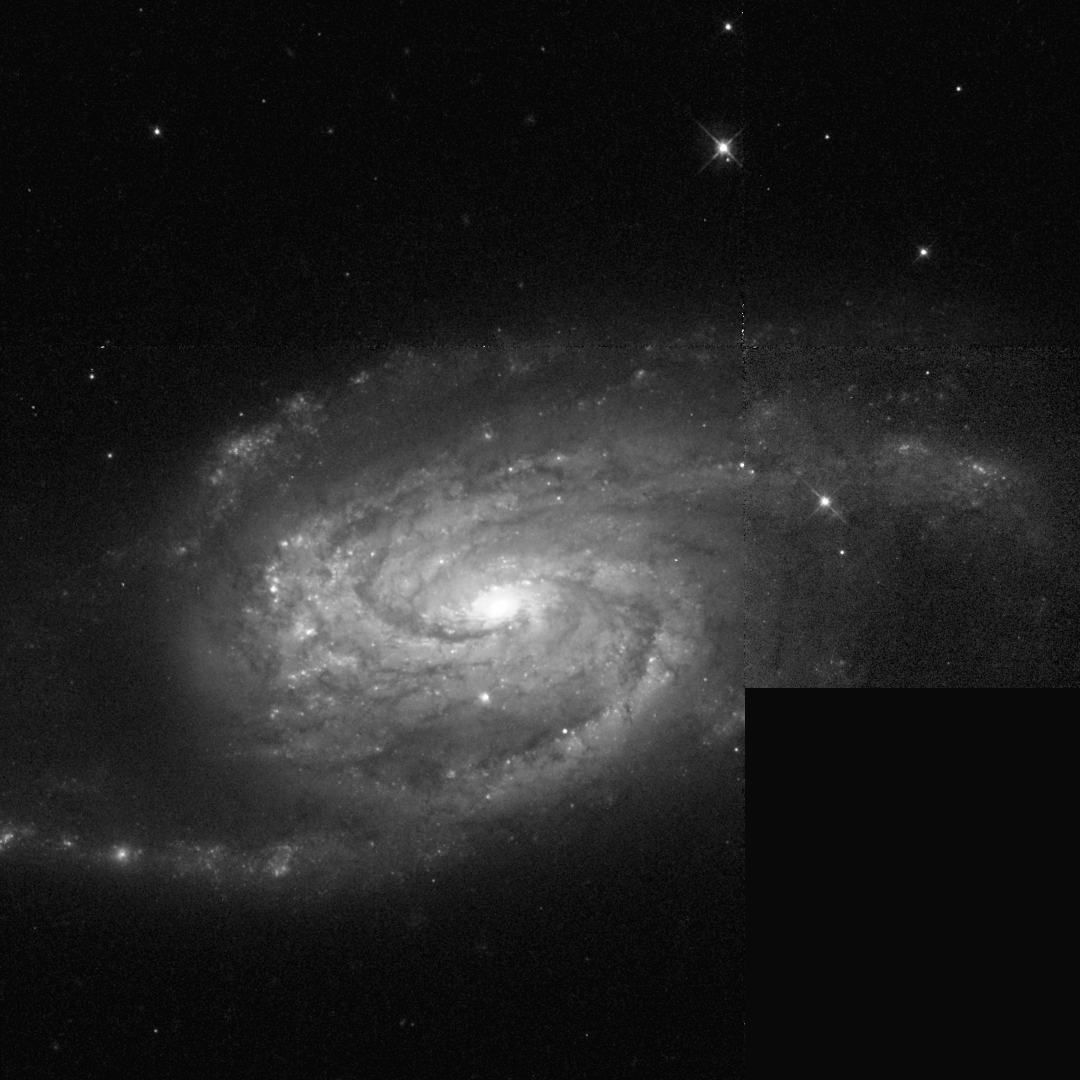
Aufnahme des Hubble-Weltraumteleskops